# Dolby Pro Logic

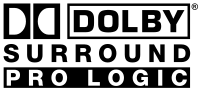
Dolby Surround Pro Logic logo

Dolby Pro Logic is een surround geluidsverwerkingstechniek die ontwikkeld is door Dolby Laboratories, ontworpen om geluidssporen te decoderen die zijn gecodeerd met Dolby Surround.
Dolby Stereo was oorspronkelijk ontwikkeld in 1976 voor analoge geluidssystemen in de bioscoop. Het formaat was in 1982 aangepast voor thuisgebruik als Dolby Surround toen HiFi-compatibele videorecorders voor consumenten op de markt kwamen. In 1987 werd het verbeterde Pro Logic-systeem geïntroduceerd. De term Dolby Surround wordt nog steeds gebruikt om de codeertechniek te beschrijven, waar Pro Logic refereert aan de decodeertechniek en processor.

## Dolby Pro Logic
Dolby Surround of Pro Logic is gebaseerd op eenvoudige matrixtechnologie. Wanneer een Dolby Surround geluidsspoor wordt gemaakt, worden vier kanalen gecodeerd in een regulier stereo (2-kanaals) geluidsspoor. Het middenkanaal is gecodeerd door het gelijkwaardig in de linker en rechterkanalen te plaatsen. Het achterkanaal is gecodeerd met behulp van faseverschuiving. Een Pro Logic-decoder kan uit het signaal de originele 4.0 surroundkanalen herleiden (linker, rechter, midden, en een gelimiteerd frequentiebereik achterkanaal in mono).

## Dolby Pro Logic II

Dolby Pro Logic II logo

In 2000 werd door Dolby een verbeterde versie van Pro Logic geïntroduceerd, genaamd Pro Logic II. Het systeem werd ontwikkeld door Jim Fosgate en verwerkt een stereosignaal van hoge kwaliteit naar vijf separate kanalen (linksvoor, midden, rechtsvoor, linksachter, rechtsachter). Dolby Pro Logic II kan ook signalen decoderen uit vierkanaals Dolby Surround.
Omdat de oorspronkelijke Dolby Pro Logic enkele beperkingen heeft voor wat betreft ruimtelijke weergave, voegden de fabrikanten van consumentenelektronica hun eigen verwerkingscircuits toe, voor instellingen zoals Jazz, Hall en Stadium. Pro Logic II ziet af van deze ruimtelijke weergavetechnieken en vervangt deze met eenvoudige servo (negatieve terugkoppeling) circuits om zo vijf kanalen af te leiden.
Het Pro Logic II-systeem voorziet in een speciale modus voor computerspellen, en is veelvuldig gebruikt in spellen van Sony's PlayStation 2, Nintendo's GameCube en Wii, als alternatief voor surround-technieken als Dolby Digital of DTS.

## Dolby Pro Logic IIx
Dit systeem kan tweekanaals stereogeluid, Dolby Surround en Dolby Digital 5.1 als bron gebruiken voor het converteren naar 6.1 of 7.1 kanalen surroundgeluid.

## Geschiedenis
| Jaar | Codeer              | Decodeer            | Beschrijving |
| ---- | ------------------- | ------------------- | --- |
| 1975 | Dolby Stereo        |                     | Cinematisch gebruik met optische technologie, Dolby A voor ruisonderdrukking, stereomix naar surround 4.0                                                          |
| 1982 | Dolby Stereo        | Dolby Surround      | Thuisgebruikversie, analoog, stereomix naar surround 3.0 |
| 1987 |                     | Dolby Pro Logic     | Verbeterde Dolby Surround, stereomix naar surround 4.0 |
| 1992 | AC3                 | Dolby Digital       | Discreet kanaal codeer/decodeer, kan gebruikt worden voor omlaaggemixte stereokanalen                                                                              |
| 1999 |                     | Dolby Digital EX    | non-discreet 6.1 of 7.1 |
| 2000 |                     | Dolby Pro Logic II  | Verbeterde Dolby Pro Logic, stereomix naar surround 5.1 in zowel film, muziek als spelmodus                                                                        |
| 2002 |                     | Dolby Pro Logic IIx | Stereomix of surround 5.1 naar 6.1 of 7.1 in zowel film, muziek als spelmodus                                                                                      |
| 2005 | Dolby Media Encoder | Dolby TrueHD        | Verliesvrije (lossless) compressie, ondersteunt 44,1 kHz tot 192 kHz bemonsteringsfrequentie met maximaal 24-bit, een maximum van 16 kanalen, hogere bitsnelheden. |
| 2013 | Dolby Atmos         | Dolby Atmos         | 360 graden rondom surroundgeluid. |